# Skate Canada International de 2018
Skate Canada International de 2018 foi a quadragésima quinta edição do Skate Canada International, um evento anual de patinação artística no gelo organizado pelo Skate Canada, e que fez parte do Grand Prix de 2018–19. A competição foi disputada entre os dias 26 de outubro e 28 de outubro, na cidade de Laval, Quebec, Canadá.

## Eventos
- Individual masculino
- Individual feminino
- Duplas
- Dança no gelo

## Medalhistas
| Evento                        | Ouro                                               | Prata                                           | Bronze                                           |
| Individual masculino detalhes | Shoma Uno · Japão                                  | Keegan Messing · Canadá                         | Cha Jun-hwan · Coreia do Sul                     |
| Individual feminino detalhes  | Elizaveta Tuktamysheva · Rússia                    | Mako Yamashita · Japão                          | Evgenia Medvedeva · Rússia                       |
| Duplas detalhes               | Vanessa James · Morgan Ciprès · França             | Peng Cheng · Jin Yang · China                   | Kirsten Moore-Towers · Michael Marinaro · Canadá |
| Dança no gelo detalhes        | Madison Hubbell · Zachary Donohue · Estados Unidos | Victoria Sinitsina · Nikita Katsalapov · Rússia | Piper Gilles · Paul Poirier · Canadá             |

## Resultados

### Individual masculino
| Pos.              | Nome              | Nacionalidade  | Pontos | PC         | PL          |
| ----------------- | ----------------- | -------------- | ------ | ---------- | ----------- |
| Medalha de ouro   | Shoma Uno         | Japão          | 277.25 | 88.87 (2)  | 188.38 (1)  |
| Medalha de prata  | Keegan Messing    | Canadá         | 265.17 | 95.05 (1)  | 170.12 (2)  |
| Medalha de bronze | Cha Jun-Hwan      | Coreia do Sul  | 254.77 | 88.86 (3)  | 165.91 (3)  |
| 4                 | Alexander Samarin | Rússia         | 248.78 | 88.06 (4)  | 160.72 (4)  |
| 5                 | Nam Nguyen        | Canadá         | 240.94 | 82.22 (7)  | 158.72 (5)  |
| 6                 | Jason Brown       | Estados Unidos | 234.97 | 76.46 (11) | 158.51 (6)  |
| 7                 | Kévin Aymoz       | França         | 230.09 | 78.83 (10) | 151.26 (7)  |
| 8                 | Daniel Samohin    | Israel         | 225.89 | 84.90 (5)  | 140.99 (9)  |
| 9                 | Kazuki Tomono     | Japão          | 220.83 | 81.63 (8)  | 139.20 (10) |
| 10                | Alexander Majorov | Suécia         | 220.30 | 84.64 (6)  | 135.66 (12) |
| 11                | Brendan Kerry     | Austrália      | 220.08 | 80.99 (9)  | 139.09 (11) |
| 12                | Roman Sadovsky    | Canadá         | 210.60 | 67.72 (12) | 142.88 (8)  |

### Individual feminino
| Pos.              | Nome                   | Nacionalidade  | Pontos | PC         | PL          |
| ----------------- | ---------------------- | -------------- | ------ | ---------- | ----------- |
| Medalha de ouro   | Elizaveta Tuktamysheva | Rússia         | 203.32 | 74.22 (1)  | 129.10 (3)  |
| Medalha de prata  | Mako Yamashita         | Japão          | 203.06 | 66.30 (3)  | 136.76 (2)  |
| Medalha de bronze | Evgenia Medvedeva      | Rússia         | 197.91 | 60.83 (7)  | 137.08 (1)  |
| 4                 | Mariah Bell            | Estados Unidos | 190.25 | 63.35 (5)  | 126.90 (4)  |
| 5                 | Elizabet Tursynbaeva   | Cazaquistão    | 185.71 | 61.19 (6)  | 124.52 (5)  |
| 6                 | Wakaba Higuchi         | Japão          | 181.29 | 66.51 (2)  | 114.78 (7)  |
| 7                 | Starr Andrews          | Estados Unidos | 174.72 | 64.77 (4)  | 109.95 (9)  |
| 8                 | Alaine Chartrand       | Canadá         | 172.17 | 60.47 (8)  | 111.70 (8)  |
| 9                 | Daria Panenkova        | Rússia         | 168.54 | 51.41 (11) | 117.13 (6)  |
| 10                | Alicia Pineault        | Canadá         | 158.29 | 59.02 (9)  | 99.27 (11)  |
| 11                | Yura Matsuda           | Japão          | 157.59 | 53.35 (10) | 104.24 (10) |

### Duplas
| Pos.              | Nome                                       | Nacionalidade  | Pontos | PC        | PL         |
| ----------------- | ------------------------------------------ | -------------- | ------ | --------- | ---------- |
| Medalha de ouro   | Vanessa James / Morgan Ciprès              | França         | 221.81 | 74.51 (1) | 147.30 (1) |
| Medalha de prata  | Peng Cheng / Jin Yang                      | China          | 201.08 | 72.00 (2) | 129.08 (4) |
| Medalha de bronze | Kirsten Moore-Towers / Michael Marinaro    | Canadá         | 200.93 | 71.26 (3) | 129.67 (3) |
| 4                 | Aleksandra Boikova / Dmitrii Kozlovskii    | Rússia         | 196.54 | 64.57 (4) | 131.97 (2) |
| 5                 | Evelyn Walsh / Trennt Michaud              | Canadá         | 172.53 | 59.59 (6) | 112.94 (6) |
| 6                 | Haven Denney / Brandon Frazier             | Estados Unidos | 170.22 | 55.31 (8) | 114.91 (5) |
| 7                 | Ekaterina Alexandrovskaya / Harley Windsor | Austrália      | 166.95 | 60.77 (5) | 106.18 (7) |
| 8                 | Camille Ruest / Andrew Wolfe               | Canadá         | 162.16 | 57.53 (7) | 104.63 (8) |

### Dança no gelo
| Pos.              | Nome                                   | Nacionalidade  | Pontos | DC         | DL         |
| ----------------- | -------------------------------------- | -------------- | ------ | ---------- | ---------- |
| Medalha de ouro   | Madison Hubbell / Zachary Donohue      | Estados Unidos | 200.76 | 80.49 (1)  | 120.27 (2) |
| Medalha de prata  | Victoria Sinitsina / Nikita Katsalapov | Rússia         | 195.17 | 74.66 (2)  | 120.51 (1) |
| Medalha de bronze | Piper Gilles / Paul Poirier            | Canadá         | 186.97 | 66.95 (6)  | 120.02 (3) |
| 4                 | Marie-Jade Lauriault / Romain Le Gac   | França         | 180.32 | 68.90 (4)  | 111.42 (4) |
| 5                 | Olivia Smart / Adrián Díaz             | Espanha        | 176.57 | 72.35 (3)  | 104.22 (5) |
| 6                 | Wang Shiyue / Liu Xinyu                | China          | 165.88 | 66.96 (5)  | 98.92 (8)  |
| 7                 | Robynne Tweedale / Joseph Buckland     | Reino Unido    | 162.50 | 62.65 (8)  | 99.85 (6)  |
| 8                 | Carolane Soucisse / Shane Firus        | Canadá         | 156.74 | 57.10 (9)  | 99.64 (7)  |
| 9                 | Haley Sales / Nikolas Wamsteeker       | Canadá         | 150.23 | 57.09 (10) | 93.14 (9)  |
| 10                | Anastasia Skoptcova / Kirill Aleshin   | Rússia         | 147.99 | 62.68 (7)  | 85.31 (10) |

## Quadro de medalhas
| Ordem | País           | Medalha de ouro | Medalha de prata | Medalha de bronze |    | Ordem por total |
| ----- | -------------- | --------------- | ---------------- | ----------------- | -- | --------------- |
| 1     | Rússia         | 1               | 1                | 1                 | 3  | 1               |
| 2     | Japão          | 1               | 1                |                   | 2  | 3               |
| 3     | Estados Unidos | 1               |                  |                   | 1  | 4               |
| 3     | França         | 1               |                  |                   | 1  | 4               |
| 5     | Canadá         |                 | 1                | 2                 | 3  | 1               |
| 6     | China          |                 | 1                |                   | 1  | 4               |
| 7     | Coreia do Sul  |                 |                  | 1                 | 1  | 4               |
| TOTAL | TOTAL          | 4               | 4                | 4                 | 12 | —               |